# Діденко Олег Миколайович
Олег Миколайович Діденко (нар. 8 травня 1980, м. Снятин, Івано-Франківська область) — голова Центральної виборчої комісії з 4 жовтня 2019 року. Заслужений юрист України (2017).

## Освіта
У 2002 році закінчив юридичний факультет Чернівецького національного університету імені Юрія Федьковича. У 2019 році з відзнакою закінчив Інститут публічного управління та адміністрування Національної академії державного управління при Президентові України (магістр). Аспірант докторантури та аспірантури Національної академії внутрішніх справ (з 2018).
У 2018 році пройшов міжнародне стажування щодо забезпечення ефективного розслідування випадків фальсифікації на виборах та їх запобігання (European Center of Electoral Support, Італія).

## Трудова діяльність
З 2003 по 2014 рік працював помічником-консультантом народних депутатів України, в тому числі — на постійній основі.
У 2007 році працював у Центральному виконавчому комітеті Народного Союзу «Наша Україна» на посадах юрисконсульта та першого заступника керівника Юридичного департаменту.
У 2007–2009 та 2010 роках — виконавчий директор ТОВ "Правнича група «Колегіум».
З 2008 року займався приватною юридичною практикою.
У 2012 році отримав свідоцтво про право на зайняття адвокатською діяльністю.
Під час виборчих процесів з виборів народних депутатів України 2007 та 2012 років — уповноважена особа Політичної партії «Наша Україна» в загальнодержавному багатомандатному виборчому окрузі.
У квітні 2014 року призначений членом Центральної виборчої комісії.
13 вересня 2019 року звільнений з посади члена ЦВК, а 4 жовтня 2019 року повторно призначений її членом, того ж дня обраний головою комісії.